# Ecnomus waelbroecki
Ecnomus waelbroecki är en nattsländeart som beskrevs av Jacquemart 1969. Ecnomus waelbroecki ingår i släktet Ecnomus och familjen trattnattsländor. Inga underarter finns listade i Catalogue of Life.